# Superblüte

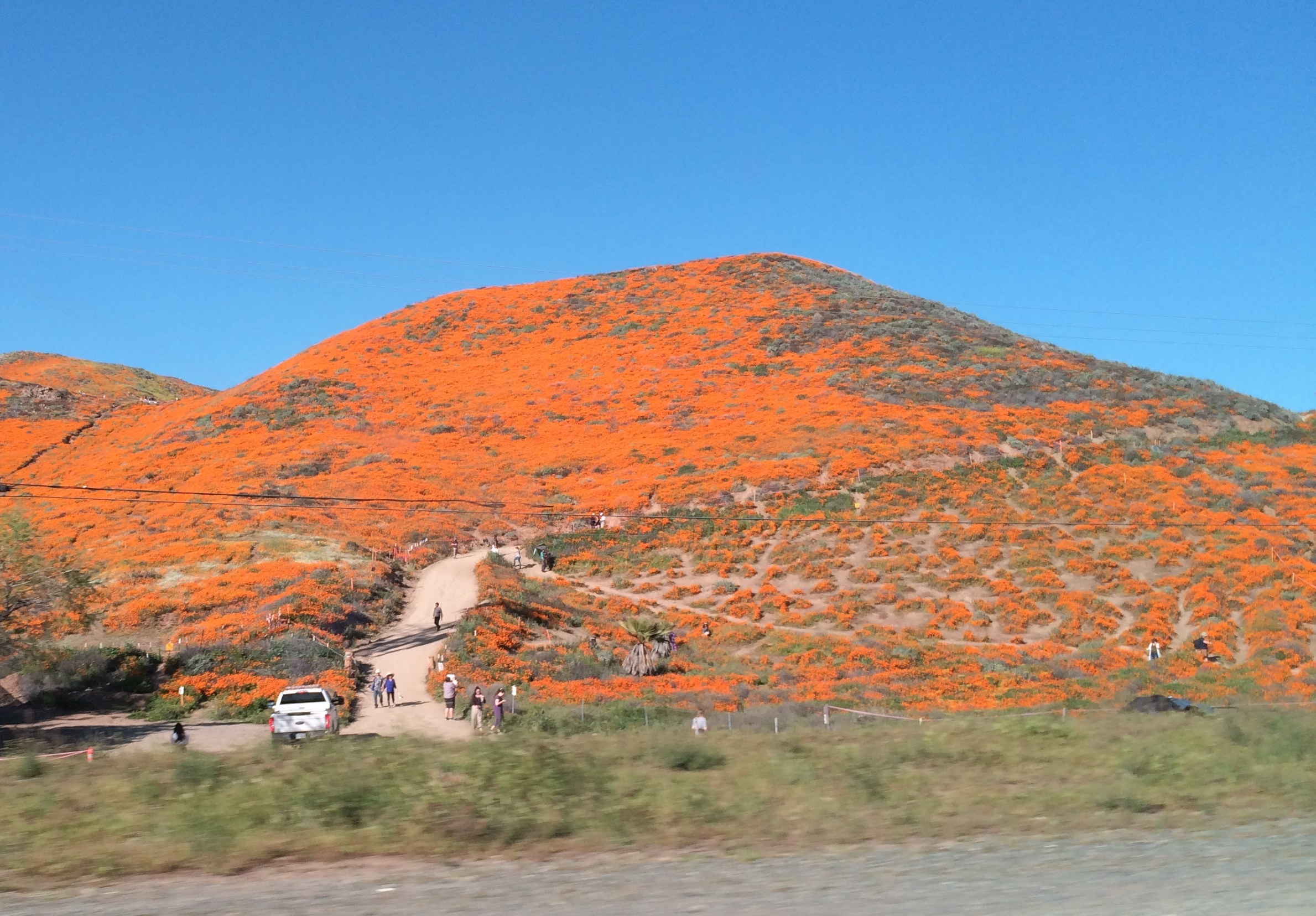
Superblüte von Kalifornischem Mohn in Riverside County (Kalifornien), 2019

Eine Superblüte ist ein seltenes botanisches Wüstenphänomen, bei dem ein ungewöhnlich hoher Anteil von Wildblumen, deren Samen im Wüstenboden ruhend gelegen haben, ungefähr zur gleichen Zeit keimt und blüht. Die Samen sind von einer dicken Schale oder Wachsschicht umgeben, mit der sie teilweise jahrzehntelang im Wüstenboden überdauern können. Das Phänomen ist mit einer ungewöhnlich feuchten Regenzeit verbunden. Der Begriff Superblüte hat sich möglicherweise in den 1990er Jahren entwickelt.

## Notwendige Bedingungen und Ablauf
Eine Superblüte kann nur unter außergewöhnlichen Bedingungen auftreten. Da einige invasive Gräser wie Trespen mit einheimischen Blumen um Feuchtigkeit konkurrieren, muss die Wüste vor der Blüte trocken genug bleiben, damit diese sich nicht etablieren. Die Wüste muss im Herbst Niederschlag erhalten, und dieser Regen muss tief in die Bodenmatrix eindringen, um einen Großteil der ruhenden Samen blühender Pflanzen zu erreichen. Wenn der nachfolgende Niederschlag zu stark ist, können die jungen Pflanzen in Sturzfluten weggetragen werden. Wenn es nicht ausreichend regnet, vertrocknen die Samen.
Als Nächstes muss sich der Boden, auf dem die Samen liegen, in den Monaten, die auf den ersten durchnässenden Regen folgen, langsam erwärmen, und die Wüste muss eine ausreichende Wolkendecke aufweisen, um den Boden vor intensiver Wüstenhitze am Tag und vor Frost über Nacht zu schützen. Sobald die neu gekeimten Pflanzen die Oberfläche des Bodens erreicht haben, muss die Wüste ungestört von starken Winden bleiben, die die Pflanzen entwurzeln oder die jungen Triebe schädigen würden. Die seltene Verkettung dieser Ereignisse macht eine Superblüte zu einem so außergewöhnlichen Ereignis.

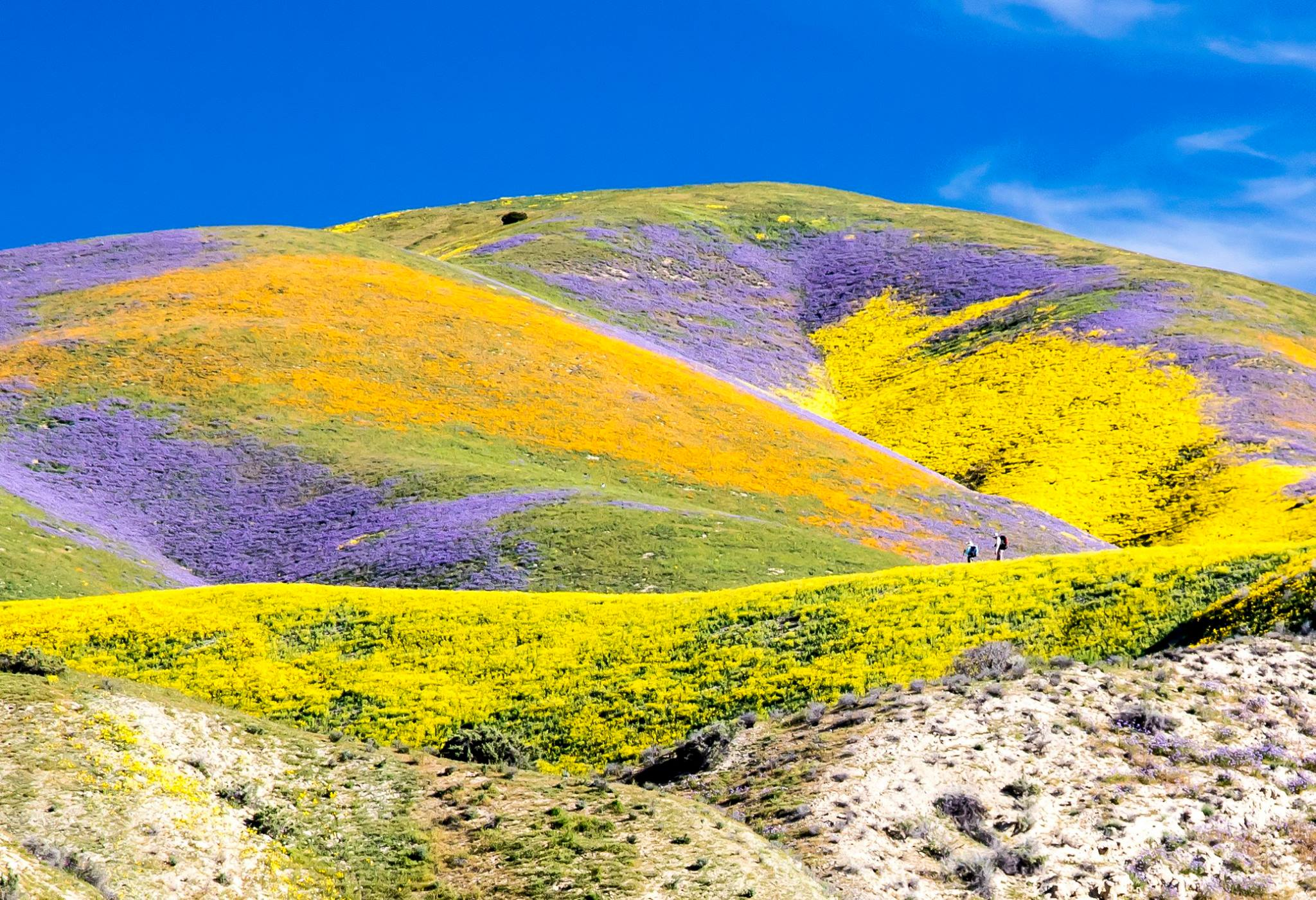
Carrizo Plain National Monument, 2017

In Kalifornien sind die am häufigsten anzutreffenden Pflanzen einer Superblüte Encelia farinosa (gelbe Blüten), Kalifornischer Mohn (leuchtend orange), Glockenblumen (tiefviolett), Lupinen (lila), Sandverbenen (gelb), Wüstensonnenblumen (leuchtend gelb) und Nachtkerzen (zumeist weiß, gelegentlich gelb), Popkornblumen (weiß oder gelb) und Wüstenlilien (weiß). Einige dieser Pflanzen sind auch invasiv, wie etwa Acker-Senf.
In Kalifornien treten Superblüten normalerweise etwa alle zehn Jahre auf. Die anhaltende Dürre im Bundesstaat hat das unwahrscheinlicher gemacht, wiewohl die Superblüte 2019 nur zwei Jahre nach derjenigen von 2017 erfolgte.
Problematische Auswirkungen durch Touristen
Aufgrund des massiven Zustroms von Touristen wurden Blumen zertrampelt, gepflückt und entwurzelt. Darüber hinaus veranlassten massive Staus der Autos, die die Touristen benutzten, die Behörden von Lake Elsinore in Kalifornien, den Zugang zum Walker Canyon zu sperren.